# 圣让代索利耶尔
圣让德索利耶尔（法語：Saint-Jean-des-Ollières，法語發音：[sɛ̃ ʒɑ̃ de.z‿ɔljɛʁ]）是法国多姆山省的一个市镇，位于该省中东部偏南，属于克莱蒙费朗区。

## 地理
圣让德索利耶尔（45°38'41"N, 3°26'8"E）面积19.56 平方千米，位于法国奥弗涅-罗讷-阿尔卑斯大区多姆山省，该省份为法国中南部省份，北起阿列省接壤，东临卢瓦尔省，南至上盧瓦爾省和康塔爾省，西接科雷兹省和克勒兹省。
与圣让德索利耶尔接壤的市镇（或旧市镇、城区）包括：欧泽勒、布鲁斯、埃斯唐德伊、法耶堡、伊塞尔托、奥弗涅地区圣迪耶、叙热尔。
圣让德索利耶尔的时区为UTC+01:00、UTC+02:00（夏令时）。

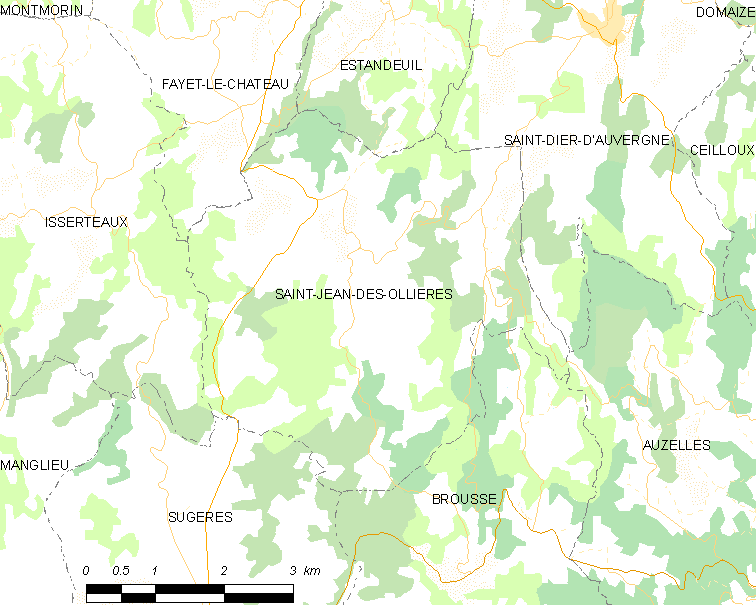
圣让德索利耶尔的OSM定位图

## 行政
圣让德索利耶尔的邮政编码为63520，INSEE市镇编码为63365。

## 政治
圣让德索利耶尔所属的省级选区为比永县。

## 人口

1962-2008年间圣让德索利耶尔人口变化图示

圣让德索利耶尔于2022年1月1日时的人口数量为437人。